# Campeonato Europeo de Rugby League 2003
El Campeonato Europeo de Rugby League de 2003 fue la vigésimo quinta edición del principal torneo europeo de Rugby League.

## Equipos
- Escocia
- Francia
- Gales
- Inglaterra
- Irlanda
- Rusia

## Posiciones

### Grupo A
| Equipo  | Encuentros | Encuentros | Encuentros | Encuentros | Tantos  | Tantos    | Tantos     | Puntos |
| Equipo  | jugados    | ganados    | empatados  | perdidos   | a favor | en contra | diferencia | Puntos |
| ------- | ---------- | ---------- | ---------- | ---------- | ------- | --------- | ---------- | ------ |
| Francia | 2          | 1          | 0          | 1          | 32      | 26        | +6         | 2      |
| Escocia | 2          | 1          | 0          | 1          | 30      | 30        | 0          | 2      |
| Irlanda | 2          | 1          | 0          | 1          | 42      | 48        | −6         | 2      |

Nota: Se otorgan 2 puntos al equipo que gane un partido, 1 al que empate y 0 al que pierda.
|  | Finalista |

### Grupo B
| Equipo     | Encuentros | Encuentros | Encuentros | Encuentros | Tantos  | Tantos    | Tantos     | Puntos |
| Equipo     | jugados    | ganados    | empatados  | perdidos   | a favor | en contra | diferencia | Puntos |
| ---------- | ---------- | ---------- | ---------- | ---------- | ------- | --------- | ---------- | ------ |
| Inglaterra | 2          | 2          | 0          | 0          | 124     | 4         | +120       | 4      |
| Gales      | 2          | 1          | 0          | 1          | 78      | 26        | +52        | 2      |
| Rusia      | 2          | 0          | 0          | 2          | 4       | 176       | −172       | 0      |

### Final
| 16 de noviembre | Inglaterra | 68 - 6 | Francia |  |  |

| Bandera de Inglaterra |
| Campeón Inglaterra    |
| Décimo tercer título  |